# 원봉 (전한 소제)
원봉(元鳳)은 중국 전한(前漢) 소제(昭帝)의 두 번째 연호이다. 기원전 80년 8월에서 기원전 75년까지 5년 5개월 동안 사용하였다.

## 연대대조표
| 원봉                | 원년        | 2년         | 3년         | 4년         | 5년         | 6년         |
| 서력                | 기원전 80년 | 기원전 79년 | 기원전 78년 | 기원전 77년 | 기원전 76년 | 기원전 75년 |
| 육십간지 (六十干支) | 신축(辛丑)  | 임인(壬寅)  | 계묘(癸卯)  | 갑진(甲辰)  | 을사(乙巳)  | 병오(丙午)  |

## 같이 보기
- 중국의 연호

| 이전 연호 시원(始元) | 중국의 연호 전한(前漢) | 다음 연호 원평(元平) |